# Distretto di Changshou
Il distretto di Changshou (cinese semplificato: 长寿区; cinese tradizionale: 長壽區; mandarino pinyin: Chángshòu Qū) è un distretto di Chongqing. Ha una superficie di 1.415 km² e una popolazione di 880.000 abitanti al 2006. questo lo porta all’ottavo posto nella classifica dei distretti della città di Chongqing.